# Svatý Kasián
Svatý Kasián (latinsky Cassianus, 3. století v Římě – kolem roku 305 v Imole v Itálii) byl římský kněz, učitel a křesťanský mučedník. Je patronem diecéze Bolzano-Brixen, učitelů a vychovatelů, stenografů (od roku 1952) a lidí v tísni.

## Životopis
Kasiánův životopis je z větší části legendární. Byl údajně učitelem, kterého pohanští žáci (podobně jako florentského Felixe in Pincis) ubodali špičatými železnými pisátky a utloukli psacími tabulkami. Byl pravděpodobně prvním biskupem diecéze Säben (Brixen). Někdy se mu připisuje také založení a vedení diecéze Todi a Benevento. 
Je pravděpodobné, že svatý Kasián trpěl při pronásledování křesťanů za císařů  Juliána Apostaty a Valentiniána a že podstoupil mučednickou smrt v Imole. Jeho hrob v Imole roku 402 nebo 407 navštívil básník Prudentius a napsal o něm svědectví.

## Úcta a památky

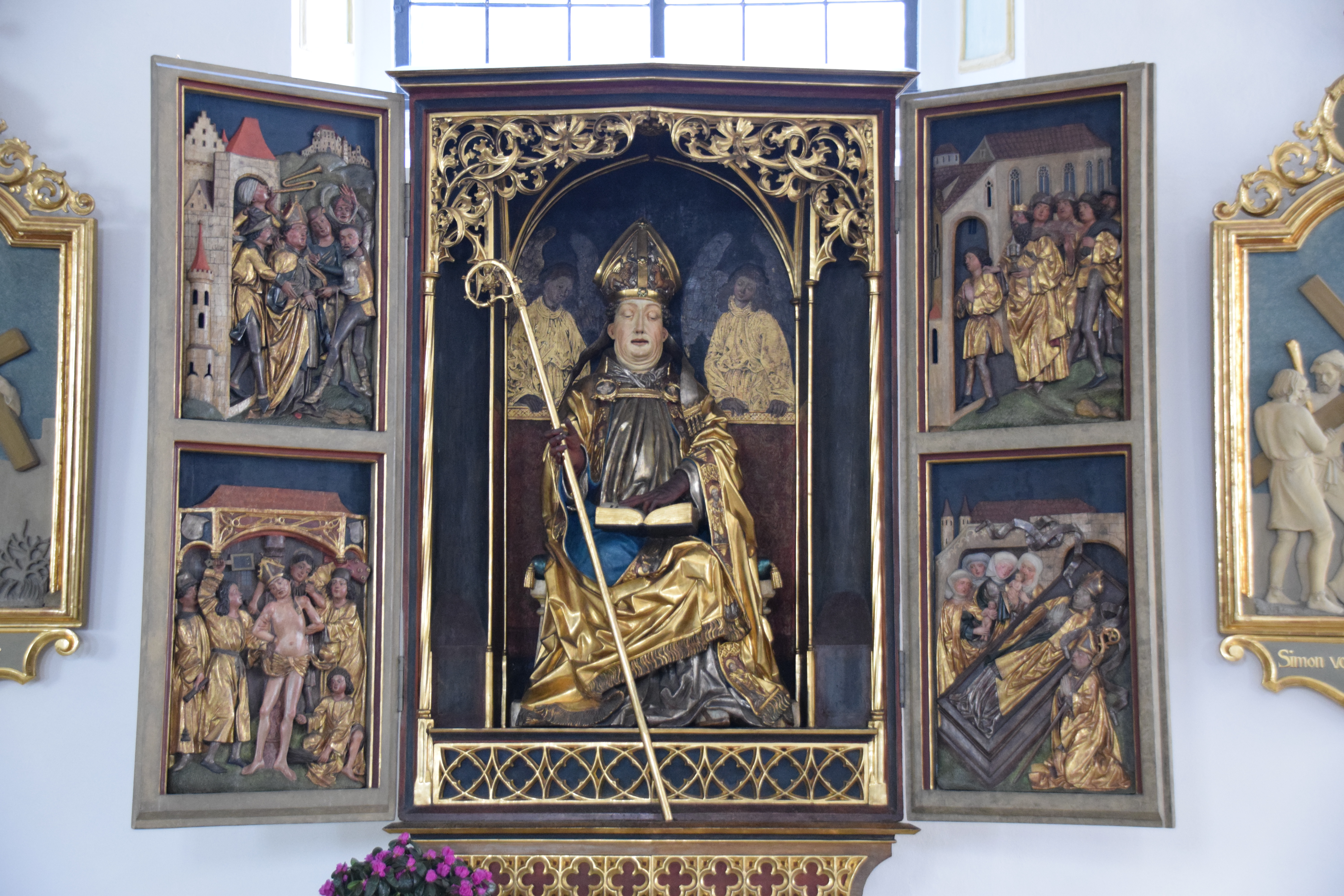
oltář sv. Kasiána, kostel sv. Kasiána Řezno

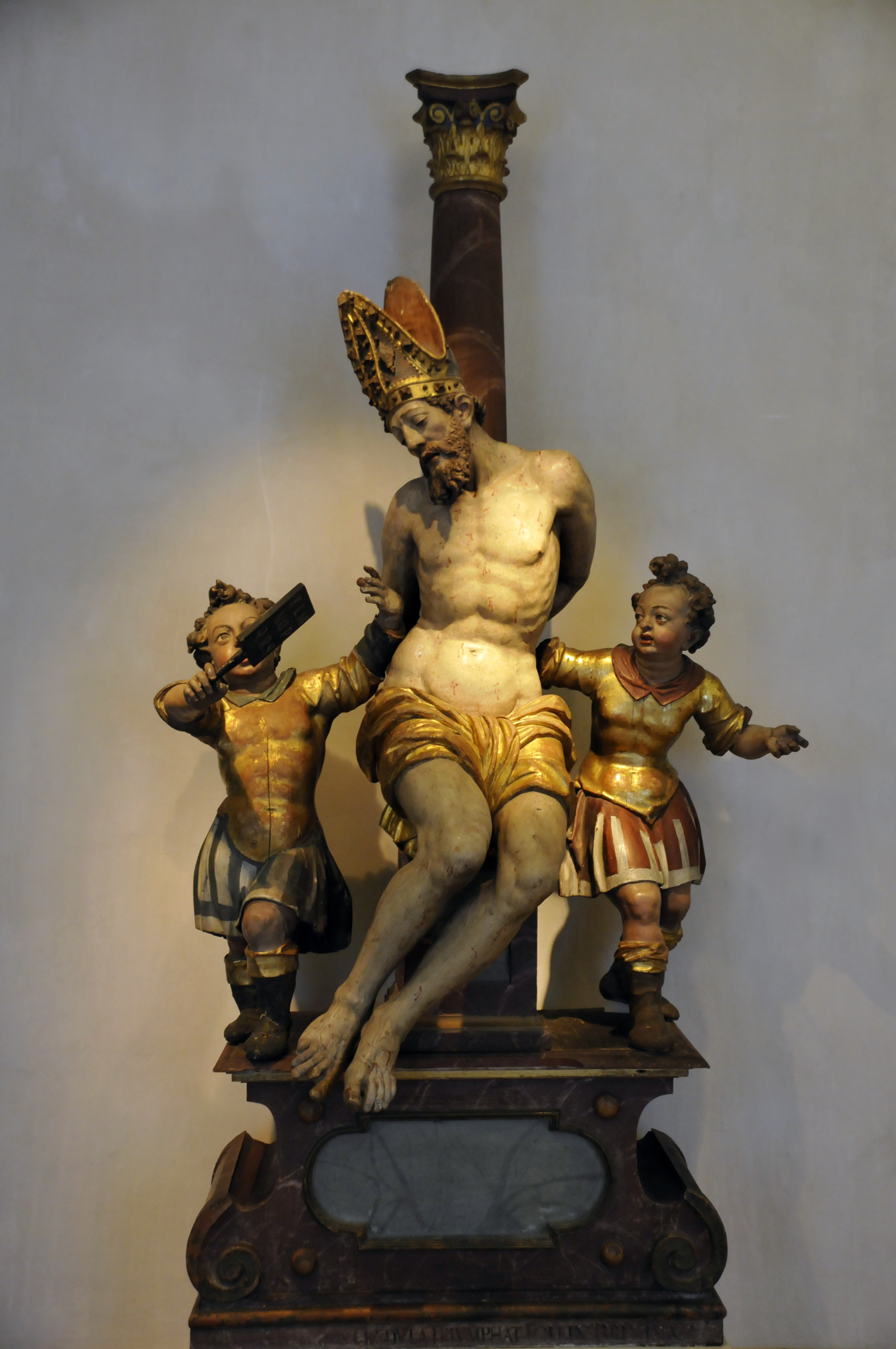
Adam Baldauf, Socha sv. Kasiána-mučedníka, Brixen

- Nad Kasiánovým hrobem byla v 11. století postavena první katedrála v Imole, která dodnes nese jméno svatého Kasiána.
- Gotický relikviář ze 14. století v podobě bronzové busty s ostatkem z Kasiánovy lebky byl uctíván ve Vídni.

- V roce 1704 byl ostatek z Kasiánovy paže přenesen do katedrály Nanebevzetí Panny Marie v Brixenu, kde je ve stříbrném relikviáři uchováván v pokladnici, stejně jako stříbrná relikviářová busta sv. Kasiána, která obsahuje světcovu lebku. Antropologický průzkum lebky v roce 2004 na ní prokázal stopy mučení mnoha kovovými hroty pisátek.[1] Pouti do Brixenu provázel lidový kult svatého Kasiána a v 18. století jeho prohlášení zemským patronem Tyrolska.
- Centrem bavorského kultu byl kostel sv. Kasiána v Řezně: pozdně gotický oltář tam tvoří socha sv. Kasiána jako trůnícího kněze, obklopená čtyřmi reliéfními scénami z jeho života. Tamže je barokní nástropní malba a obraz od Paula Trogera.